# Inupiates
Os inupiates são nativos estadunidense nômades que habitam a costa ocidental do Alasca desde tempos pré-históricos. Parte da nação inuíte vive na região do estreito de Bering. Segundo o censo americano de 2000 existem cerca de 19 mil inupiates, grande parte vivendo no estado do Alasca.
Desde o inicio de sua existência até os dias de hoje, os Inuit sobrevivem da caça (renas, alces, focas, e baleias), da pesca (salmão, bacalhau, truta) e da coleta de bagas da estação. A caça à baleia bowhead é uma das atividades mais importantes do povo inupiate. Quando uma baleia é abatida, toda a comunidade se reúne para colher e dividir a carne.
O povo inupiate sempre fez seus próprios equipamentos, como armas, instrumentais para caça, e seus barcos, como o umiaq ou canoa de pele de foca, usado ainda hoje. Com o passar do tempo, em contato com outras civilizações, adquiriram novas tecnologias como eletricidade, gás, petróleo e motores para os trenós, substituindo os cães, mas ainda preservam a essência de sua cultura.